# 香港移动通讯
香港移動通訊有限公司（英語：CSL Mobile Limited），為香港電訊附屬公司。現擁有四個流動通訊品牌，分別為「csl.」、「1O1O」、「新移動通訊 (SUN Mobile)」及「 Club Sim」。

## 簡介
1990年代，CSL為香港電訊旗下公司。2002年，電訊盈科出售CSL。2005年，電訊盈科藉收購SUNDAY及設立「PCCW mobile」新品牌重新進入流動通訊業務。2014年，香港電訊（電訊盈科集團成員）收購CSL。

## 歷史

### 電訊盈科旗下CSL（2002年前）
香港電話有限公司於1983年成立全資附屬公司Communication Services Limited（通訊服務有限公司），簡稱CSL，並推出使用NAMTS的流動電話服務，成為香港第一間流動電話公司。
1984年，CSL採用NEC的流動電話系統NAMTS，推出首個公共流動無線電話服務。
1987年，CSL網絡改用TACS技術，網絡品牌使用CSL以及UNITACS。
1990年，香港電訊重組，CSL易名為香港電訊CSL，但仍是香港電訊全資附屬公司。
1993年7月，香港電訊CSL推出GSM 900服務，成為香港第二間推出GSM服務的電話公司，使用品牌名稱1010。1996年使用同一網絡推出One2Free品牌。
1997年，香港電訊CSL收購訊聯電信有限公司，令香港電訊CSL擁有 TDMA (D-AMPS) 和 GSM 1800 (PCS)牌照；前者以 1+1 為品牌，後者則與原GSM 900網絡合併成GSM雙頻網絡供1010及One2Free品牌使用。

### 澳洲電訊 Telstra旗下CSL（2002年至2014年）
2001年2月，李澤楷旗下的盈科數碼動力完成收購香港電訊後，將香港電訊CSL 60%股權售予澳洲電訊，並易名為香港流動通訊有限公司，英文名稱則沿用CSL。2002年電訊盈科出售餘下所有股權予澳洲電訊。在同一年，CSL獲香港政府發出3G牌照。
公司合併後，1010繼續以商務客戶為目標，而One2Free則以創新以及增值服務吸引年輕客戶群。
2004年12月，CSL正式推出W-CDMA 3G網絡。備有3G手機的用戶可以沿用原有之SIM卡使用3G網絡。
由於技術逐漸被淘汰，為善用電訊頻譜，2004年政府建議收回CSL的D-AMPS牌照，1+1品牌逐漸停止使用，而網絡亦於2005年正式停止服務。
2005年新世界移動控股有限公司與澳洲電訊訂立協議，合併旗下香港流動通訊業務，並成立新公司Telstra CSL，新移動向Telstra CSL悉數轉讓新世界流動電話公司全部權益，以及支付2.44億元代價，以換取新公司23.6%股權，而Telstra則佔餘下76.4%股權。
2006年4月1日，CSL與新世界移動控股有限公司正式合併，成立CSL New World Mobility Group。新世界傳動網成為CSL New World Mobility Group旗下品牌之一，惟新世界傳動網只維持使用其原有的GSM 1800網絡 (PCS)。
2006年11月22日，新世界移動控股將其持有的CSL New World Mobility Group共23.6%股權悉數售予其母公司新世界發展。
2008年6月19日，新世界流動電話有限公司改名為香港移動通訊有限公司，並將原CSL的業務轉移到此公司。
2009年3月31日，CSL正式推出HSPA+流動寬頻網絡「Next G」，下載速度最高可達21Mbps。
2009年9月2日，CSL公開其4G LTE網絡，並同時宣佈推出使用WCDMA 900網絡的HSPA+流動寬頻服務。
2010年5月，CSL及其旗下one2free在1月22日修訂「公平使用政策」，大幅收緊無限上網用戶使用用量上限，違背了當初「無限數據用量」說法，違反《電訊條例》7M條，電訊管理局判處CSL罰款13萬元。
2011年12月30日傍晚，CSL的3G網絡發生故障，用戶無法接收信號，不能打電話及上網。CSL門市的職員建議受影響的客戶轉用2G網絡作臨時解決方法。CSL事後證實東九龍一帶的3G網絡「突然不穩」，令服務受到影響，經搶修後服務於7時許回復正常。
2月2日，在電訊管理局新推行的公平使用政策下，另一家電訊商數碼通表示在2月13日起會停止向新簽約客戶提供無限上網的月費計劃，而有客戶會在現有合約約滿後逐漸轉為按用量收費。CSL表示將在2月6日召開記者會，公佈附合公平使用政策的上網月費計劃安排。
2012年2月6日，CSL宣佈新的上網月費計劃。市場預期CSL將宣佈取消無限上網月費計劃，但出乎意料地，CSL表示將繼續提供無限上網服務，只是當用家用量超過5GB後，其使用網絡的次序將被調低，並表示此安排將最少維持至2012年底。CSL總裁麥禮信於記者會上表示2GB的數據在快速增長的年代並不足夠。此舉令數碼通壓力大增，並隨即於當晚宣佈撤回早前的按用量收費計劃，改為與CSL相同的安排，即用家用量超過5GB後，其使用網絡的次序將被調低。有網友更發現數碼通新聞稿中的字眼與CSL一模一樣，只是CSL品牌被換成數碼通。

### 電訊盈科流動通訊業務（2005年至2014年）
2005年6月，電訊盈科藉收購SUNDAY Communications Limited及設立「PCCW mobile」新品牌而重新進入流動通訊業務，是電盈於2002年向澳洲電訊（Telstra）沽清CSL權益後，重返香港流動電話市場。
2008年12月2日，電訊盈科宣佈採用「光纖到發射站」方案，將傳輸速度超過1000Mbps的光纖網絡擴展至發射站與交換中心之間的陸上基幹線路（backhaul），將手機下載速度由現時的7.2Mbps增加三倍至21Mbps。2010年9月，更提升至Dual-Carrier技術，最高速度再提升兩倍至42Mbps。
2012年2月，PCCW Mobile因應電訊管理局新推行的公平使用政策，宣佈取消無限上網月費計劃，最高用量為5GB，若超過月量則需額外付費購買數據用量。
PCCW Mobile是第一家於港鐵金鐘站有4G LTE網絡覆蓋的電訊商。
2013年，「PCCW Mobile」品牌改名為「PCCW-HKT」。
PCCW-HKT的4G網絡已大致覆蓋港鐵網絡，當中包括觀塘綫、港島綫、荃灣綫、東涌綫、將軍澳綫、迪士尼綫及機場快綫全綫。PCCW-HKT計劃將港鐵內的4G LTE網絡覆蓋伸延至東鐵綫、西鐵綫及馬鞍山綫，將於2013年年底完成覆蓋。
值得一提的是，香港所有電訊商於港鐵網絡內的4G信號均是升級舊有的1800MHz網絡以提供4G覆蓋。

### 香港電訊旗下CSL（2014年至現在）

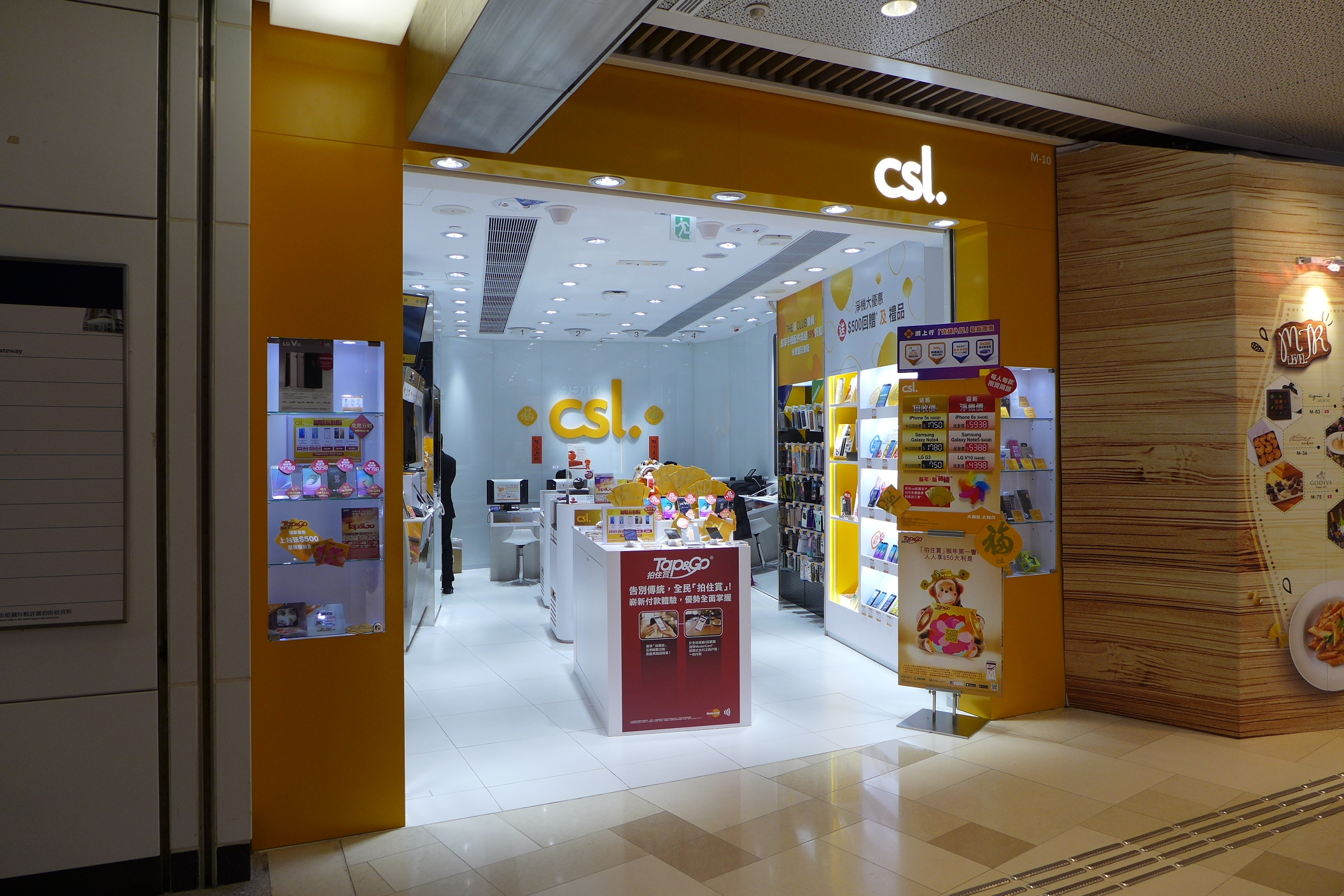
csl在屯門V city門市

2013年12月20日，香港电讯宣布计划以24.25亿美元（约188.67亿港元），收购新世界发展与澳洲Telstra于香港合资的流动通讯业务（即香港移動通訊）。交易须得到香港电讯的股东、主要股东电讯盈科的股东以及香港通讯管理局的批准，预计在2014年第一季完成。
2014年5月14日，電訊盈科與香港電訊聯合公布，指後者已於當天完成收購CSL New World Mobility Group Ltd.，並成為香港電訊全屬公司，以及成為電盈的間接非全屬公司。
香港電訊2014年7月6日宣佈將香港電訊旗下品牌「PCCW-HKT」及前CSL New World Mobility Limited旗下品牌「one2free」整合成新品牌「csl.」。PCCW-HKT及one2Free兩個品牌正式走入歷史，而1O1O品牌則保持不變。同年9月，香港電訊與電訊數碼合營的「新世界傳動網」亦更名為「新移動通訊」。
2014年12月19日，CSL宣佈在香港推出4G LTE Advanced 300Mbps流動通訊服務。

## 外部連結
- 電訊盈科網站 （页面存档备份，存于）
- 香港電訊網站 （页面存档备份，存于）
- 香港移動通訊有限公司官方網頁 （页面存档备份，存于）
- 1010品牌網頁 （页面存档备份，存于）
- 電訊數碼官方網頁 （页面存档备份，存于）